# بيت الشارقى (وشحة)

تعديل مصدري - تعديل

بيت الشارقى هي إحدى قرى عزلة بنى سعد بمديرية وشحة التابعة لمحافظة حجة، بلغ تعداد سكانها 35 نسمة حسب تعداد اليمن لعام 2004.